# La Rosa
La Rosa és una muntanya de 377 metres que es troba al municipi de Castelldans, a la comarca catalana de les Garrigues.
Al cim podem trobar-hi un vèrtex geodèsic (referència 255120001).